# Cristiano Marcello
Cristiano Marcello da Silva (Rio de Janeiro, 3 de dezembro de 1977) é ex-um lutador brasileiro de MMA que lutou no Pride FC Ultimate Fighting Championship na categoria peso leve. Já competiu no The Ultimate Fighter: Live.

## Carreira no MMA

### PRIDE Fighting Championships
Cristiano foi contratado pelo PRIDE Fighting Championships em Agosto de 2006 para lutar no PRIDE Bushido 12. Cristiano enfrentou Mitsuhiro e perdeu por Decisão Unânime.

### The Ultimate Fighter
Em Fevereiro de 2012, Cristiano foi anunciado na lista dos 32 lutadores que participariam do The Ultimate Fighter: Live. Na luta preliminar Cristiano venceu Jared Carlstem por Finalização e seguiu para a casa do TUF.
Cristiano foi a 2ª escolha de Urijah Faber. Na segunda luta, Cristiano foi escolhido para enfrentar o primeiro escolhido de Dominick Cruz, Justin Lawrence. Cristiano perdeu por Nocaute aos 3:15 do segundo round.

### Ultimate Fighting Championship
Cristiano enfrentou o ex-companheiro de casa do TUF: Sam Sicilia no The Ultimate Fighter: Live Finale, Cristiano perdeu por Nocaute Técnico.
Cristiano retornou ao octógono para enfrentar Reza Madadi em 13 de Outubro de 2012 no UFC 153, Cristiano venceu por Decisão Dividida. A decisão gerou muitas polêmicas.
Cristiano retornou ao Japão, onde ficou muito conhecido por finalizar um lutador nos bastidores do PRIDE Fighting Championships em 2 de Março de 2013 no UFC on Fuel TV: Silva vs. Stann contra Kazuki Tokudome, Cristiano perdeu por Decisão Unânime.
Cristiano enfrentou Joe Proctor em 15 de Fevereiro de 2014 no UFC Fight Night: Machida vs. Mousasi em Jaraguá do Sul, Santa Catarina. Ele perdeu por Decisão Unânime.
Aposentadoria
Após 19 lutas profissionais, brasileiro anuncia fim da carreira aos 36 anos. Ele vai focar no treinamento de seus pupilos em Curitiba,aonde está localizada sua academia.

## Card no MMA
| Cartel no MMA   |             |            |
| 19 lutas        | 13 vitórias | 6 derrotas |
| Por nocaute     | 2           | 2          |
| Por finalização | 9           | 1          |
| Por decisão     | 2           | 3          |
| No contest      | 0           | 0          |

| Res.    | Cartel | Oponente                   | Método                       | Evento                                    | Data                    | Round | Tempo | Local                          | Notas                               |
| ------- | ------ | -------------------------- | ---------------------------- | ----------------------------------------- | ----------------------- | ----- | ----- | ------------------------------ | ----------------------------------- |
| Derrota | 13-6   | Joe Proctor                | Decisão (unânime)            | UFC Fight Night: Machida vs. Mousasi      | 8 de fevereiro de 2014  | 3     | 5:00  | Jaraguá do Sul, Santa Catarina |                                     |
| Derrota | 13-5   | Kazuki Tokudome            | Decisão (unânime)            | UFC on Fuel TV: Silva vs. Stann           | 3 de março de 2013      | 3     | 5:00  | Saitama                        |                                     |
| Vitória | 13–4   | Reza Madadi                | Decisão (dividida)           | UFC 153: Silva vs. Bonnar                 | 13 de outubro de 2012   | 3     | 5:00  | Rio de Janeiro                 |                                     |
| Derrota | 12–4   | Sam Sicilia                | Nocaute (joelhadas e socos)  | The Ultimate Fighter: Live Finale         | 1 de junho de 2012      | 2     | 2:53  | Las Vegas, Nevada              | Estréia no UFC.                     |
| Vitória | 12–3   | Oriol Gaset                | Decisão (majoritária)        | Nitrix Champion Fight 6                   | 19 de fevereiro de 2011 | 3     | 5:00  | Brusque, Santa Catarina        | Venceu o Título Peso Leve do Nitrix |
| Vitória | 11–3   | Freddy Thole               | Finalização (triangulo)      | Desert Force Championship 1               | 8 de dezembro de 2010   | 1     | 4:01  | Amman                          |                                     |
| Vitória | 10–3   | Guido Canetti              | Finalização (mata-leão)      | Bitetti Combat 8: 100 Anos de Corinthians | 4 de dezembro de 2010   | 1     | 1:52  | São Paulo                      |                                     |
| Derrota | 9–3    | Alejandro Solano Rodriguez | Nocaute técnico (socos)      | Bitetti Combat 7                          | 28 de maio de 2010      | 2     | 2:58  | Rio de Janeiro                 |                                     |
| Vitória | 9–2    | Emiliano Cobra             | Finalização (chave de braço) | Bitetti Combat 6                          | 25 de fevereiro de 2010 | 1     | 1:05  | Brasília                       |                                     |
| Vitória | 8–2    | Hector Munoz               | Finalização (mata-leão)      | Art of War 3                              | 1 de setembro de 2007   | 1     | 4:58  | Dallas, Texas                  |                                     |
| Vitória | 7–2    | Dave Kaplan                | Finalização (triangulo)      | Fury FC 2: Final Combat                   | 30 de novembro de 2006  | 2     | 2:37  | São Paulo                      |                                     |
| Derrota | 6–2    | Mitsuhiro Ishida           | Decisão (unânime)            | Pride Bushido 12                          | 26 de agosto de 2006    | 2     | 5:00  | Aichi Prefecture               |                                     |
| Vitória | 6–1    | Do Hyung Kim               | Nocaute técnico (corte)      | MARS World Grand Prix                     | 29 de abril de 2006     | 1     | 1:20  | Seoul                          | Lutou no Meio Médio                 |
| Vitória | 5–1    | Jaydson Costa              | Finalização (triângulo)      | Meca World Vale Tudo 7                    | 8 de novembro de 2002   | 1     | 3:23  | Curitiba                       |                                     |
| Derrota | 4–1    | Luiz Azeredo               | Finalização (joelhadas)      | Meca World Vale Tudo 6                    | 31 de janeiro de 2002   | 1     | 8:30  | Curitiba                       |                                     |
| Vitória | 4–0    | Fernando Almeida           | Finalização (mata-leão)      | Brazilian Freestyle Circuit 2             | 8 de agosto de 1998     | 2     | 5:00  | Amazonas                       |                                     |
| Vitória | 3–0    | Ricardo Corumba            | Finalização (chave de braço) | Brazilian Freestyle Circuit 2             | 8 de agosto de 1998     | 1     | 4:05  | Amazonas                       |                                     |
| Vitória | 2–0    | Ray Peres                  | Nocaute (pisões e socos)     | Brazilian Freestyle Circuit 1             | 25 de abril de 1998     | 3     | 3:50  | Amazonas                       |                                     |
| Vitória | 1–0    | Claudio de Souza           | Finalização (triangulo)      | Brazilian Freestyle Circuit 1             | 25 de abril de 1998     | 1     | 4:37  | Amazonas                       |                                     |

### Cartel noTUF
| Cartel no MMA   |           |           |
| 2 lutas         | 1 vitória | 1 derrota |
| Por nocaute     | 0         | 1         |
| Por finalização | 1         | 0         |
| Por decisão     | 0         | 0         |

| Res.    | Cartel | Oponente        | Método                  | Evento                     | Data                | Round | Tempo | Local             | Notas                                      |
| ------- | ------ | --------------- | ----------------------- | -------------------------- | ------------------- | ----- | ----- | ----------------- | ------------------------------------------ |
| Derrota | 1–1    | Justin Lawrence | Nocaute (soco)          | The Ultimate Fighter: Live | 23 de março de 2012 | 2     | 3:15  | Las Vegas, Nevada |                                            |
| Vitória | 1–0    | Jared Carlsten  | Finalização (mata-leão) | The Ultimate Fighter: Live | 9 de março de 2012  | 1     | 2:43  | Las Vegas, Nevada | Luta preliminar para entrar na casa do TUF |